# ثمین نصرت
ثمین نصرت (زاده ۷، ۱۹۷۹) سرآشپز، نویسندهٔ آمریکایی ایرانی‌تبارو ستون‌نویس مشهور روزنامهٔ نیویورک تایمز است. او نویسندهٔ کتابی است با عنوان «نمک، چربی، اسید، حرارت» که یک مجموعهٔ تلویزیونی نیز براساس این کتاب توسط شرکت نت‌فلیکس ساخته شده‌است.
نام وی اخیراً در بین صد چهره تأثیرگذار مجله تایم قرار گرفته‌است.

## زندگی اولیه و تحصیلات
نصرت در سال ۱۹۷۹ در سن دیگو کالیفرنیا متولد شد. به دلیل عقاید پدرش به بهائیت خانوادهٔ او در سال ۱۹۷۶ از ایران به ایالات متحده مهاجرت کردند. نصرت در دبیرستان لا هویا در سن دیگو تحصیل کرد. او با خوردن غذای ایرانی بزرگ شد هرچندکه تا بزرگسالی آشپزی یاد نگرفت.
در سال ۱۹۹۷ نصرت در دانشگاه کالیفرنیا، برکلی ثبت‌نام و در رشتهٔ زبان انگلیسی تحصیل کرد. در سال ۲۰۰۰ زمانی که دانشجوی سال دوم بود در رستوران شه پانیس غذا خورد و بعد از آن بلافاصله تصمیم گرفت که در آن رستوران کاری پیدا کند. سرانجام نصرت به آشپزخانهٔ رستوران راه پیدا کرده و آشپز و همکار آلیس واترز شد. آلیس در توصیف نصرت گفته‌است: «او بزرگترین معلم آشپزی آیندۀ آمریکا است.»

## حرفه

### حرفه اولیه
او پس از ترک رستوران شه پانیس، در ایتالیا و سپس در رستوران‌های دیگر منطقه برکلی مشغول به کار شد. وی در سال ۲۰۰۷ کلاسهای آشپزی خصوصی را شروع کرد و به این نتیجه رسید که نمایش تلویزیونی روشی کارآمدتر برای آموزش است، با این حال سالها طول کشید تا این ایده به واقعیت تبدیل شود.
او بعدها با مایکل پولان کار کرد و نامش در کتاب او و در مجموعهٔ تلویزیونی مستند ساخت شرکت نت‌فلیکس در سال ۲۰۱۶ با عنوان «آشپزی که به مایکل پولان یاد داد چگونه آشپزی کند» آمده‌است.

### نمک، چربی، اسید، حرارت
در سال ۲۰۱۷ نصرت کتابی در مورد آشپزی با عنوان، «نمک، چربی، اسید، حرارت» نوشت که وندی مک‌نوتون تصویرگری آن را برعهده داشت و مایکل پولان هم پیش‌گفتاری برای آن نوشت. روزنامه تایمز لندن این کتاب را «کتاب آشپزی سال» نامید و پرفروشترین کتاب نیویورک تایمز بود. این کتاب در سال ۲۰۱۸ برندهٔ جایزه آشپزی جیمز برد برای بهترین کتاب آشپزی عمومی شد، همچنین از سوی انجمن بین‌المللی کارشناسان آشپزی به عنوان کتاب سال شناخته شد و در سال ۲۰۱۸ از سوی این انجمن برندهٔ جایزه کتاب اول جولیا چایلد شد.
مجموعه تلویزیونی مستندی هم توسط شرکت نت‌فلیکس براساس کتاب «نمک، چربی، اسید، حرارت» ساخته و در تاریخ ۱۱ اکتبر ۲۰۱۸ منتشر شد. این مستند مشتمل بر ۴ اپیزود، هر کدام در مورد یکی از چهار عنصر ذکرشده در کتاب بود. در اپیزود اول نصرت برای صحبت در مورد استفاده از چربی در آشپزی به ایتالیا می‌رود، در اپیزود دوم برای صحبت در مورد نمک به ژاپن؛ در اپیزود سوم برای صحبت در مورد اسید به مکزیک؛ و در اپیزود چهارم به ایالات متحده برمی‌گردد تا در رستوران شه پانیس به همراه مادر خودش آشپزی کرده و در مورد حرارت صحبت کند. واشینگتن پست در توصیف این مجموعه تلویزیونی نوشت: «به هیچ برنامهٔ مربوط به غذا که تاکنون از تلویزیون پخش شده‌است، شباهتی نداشت».

### پروژه‌های دیگر
در سال ۲۰۱۷ نصرت ستون «بخور» را به طور منظم در روزنامه نیویورک تایمز نوشت.
نام وی اخیراً در بین صد چهره تأثیرگذار مجله تایم قرار گرفته‌است.